# Vertice di Reykjavík
Il vertice di Reykjavík fu un bilaterale tenutosi nella capitale islandese nell'ottobre del 1986 tra il Presidente degli Stati Uniti Ronald Reagan e il Segretario generale del PCUS Michail Gorbačëv.
Il summit terminò senza un accordo formale, ma fu uno storico passo verso la fine della guerra fredda.

## Negoziati

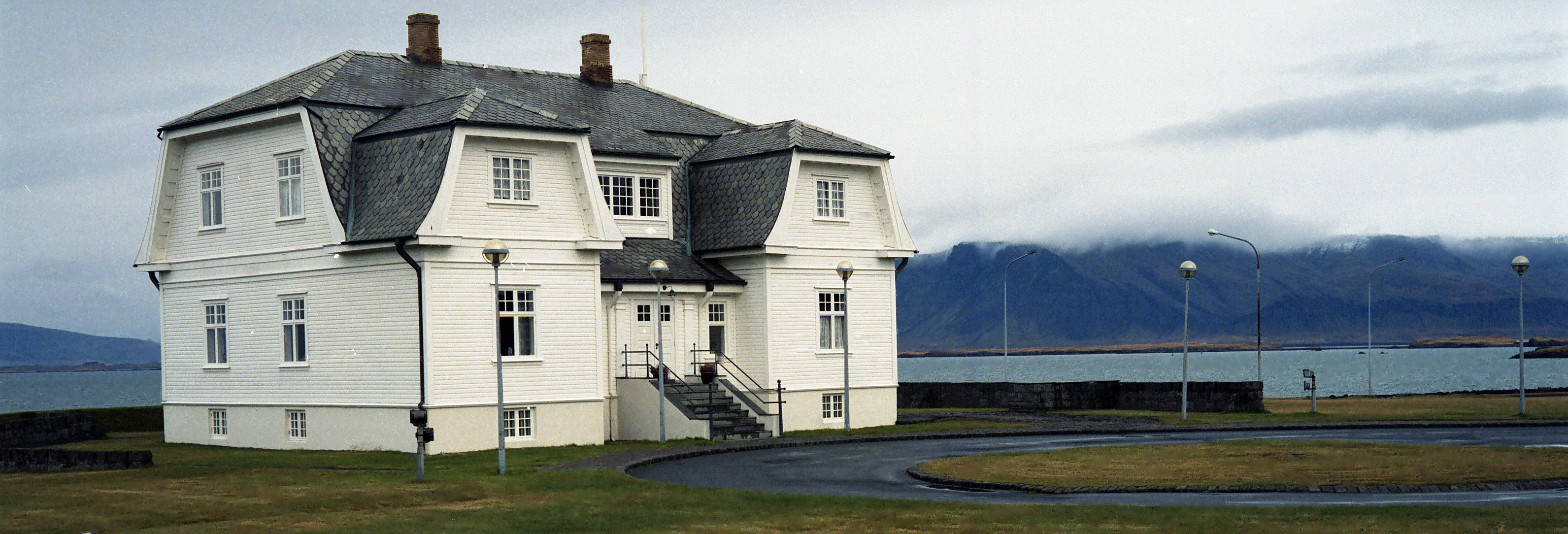
Höfði, sede del vertice.

Il vertice si svolse tra sabato 11 e domenica 12 ottobre 1986 a Höfði, elegante villa sul lungomare di Reykjavík, storica ambasciata britannica in Islanda, già residenza del Console di Francia e del poeta Einar Benediktsson. L'isola nordatlantica venne scelta per l'equidistanza geografica tra le due superpotenze e perché avrebbe permesso ai due leader di evitare le pressioni e le formalità di un incontro al vertice nei rispettivi paesi o nelle sedi regolari (come Ginevra o Vienna). Volendo per la prima volta concentrarsi su colloqui faccia a faccia piuttosto che su freddi negoziati su vasta scala, Reagan e Gorbačëv desideravano un luogo semplice e intimo, adatto a un incontro di questo genere. Per tale motivo fu scartata l’iniziale proposta islandese del grande e moderno Hotel Saga, destinato poi a ospitare Gorbačëv e la delegazione sovietica durante il soggiorno a Reykjavík.
In quel fine settimana autunnale Reagan e Gorbačëv si incontravano con l'intenzione di lasciarsi alle spalle i toni duri, le minacce e gli interventi armati destabilizzanti nei rispettivi territori di influenza per iniziare ad affrontare la deriva dell'eccessiva corsa agli armamenti e del numero elevatissimo di testate nucleari che sfuggivano alla logica della mutua deterrenza. L'elezione di Gorbačëv a Segretario generale del PCUS nel 1985 aveva segnato una svolta nella politica sovietica. Gorbačëv si era infatti reso conto della necessità di una profonda modifica nella dialettica dei rapporti internazionali con i Paesi occidentali al fine di avviare un programma di mutua collaborazione; il progresso nel disarmo nucleare era considerato un fattore chiave nella creazione di condizioni esterne favorevoli per la riforma economica e politica in Unione Sovietica. In questa prospettiva si fece promotore di diverse proposte di disarmo, accolte però in maniera altalenante dalla controparte occidentale.
Le resistenze all’interno degli apparati delle rispettive superpotenze erano ai tempi molto forti (in quei giorni il Segretario alla Difesa Caspar Weinberger era arrivato a minacciare le dimissioni nel caso di accordi troppo sfavorevoli al blocco occidentale) e nell'ottobre del 1986 i due leader si recarono in Islanda con poche speranze; ci si aspettava di raggiungere scarsi o nulli risultati. A Reykjavík Reagan intendeva includere nei colloqui i temi dei diritti umani, dell'emigrazione di ebrei e dissidenti sovietici e la guerra sovietico-afghana in corso dal 1979; Gorbačëv provò a limitarli al tema principale del controllo degli armamenti nucleari. Mentre tuttavia il leader sovietico proponeva l'eliminazione di tutti i missili balistici, Reagan era deciso a portare avanti le ricerche statunitensi sulla Strategic Defense Initiative (SDI), il cosiddetto "Scudo spaziale".

## Risultato
Nonostante fossero giunti inaspettatamente vicini a una clamorosa intesa sull'eliminazione di tutte le armi nucleari, Reagan e Gorbačëv non trovarono infine un accordo.
Emerse però chiara la volontà di aprire una nuova fase nelle relazioni bilaterali e la disponibilità delle due parti a fare delle concessioni al blocco opposto. Per la prima volta il tema dei diritti umani fu oggetto di discussioni produttive e arrivò l'importante consenso di Gorbačëv alle ispezioni in loco finalizzate alla verifica dell'adempimento agli accordi sulle armi nucleari (a cui Chruščëv si era vigorosamente opposto nel 1963 perché sosteneva che avrebbero favorito lo spionaggio).

Anche se la rilevanza dei colloqui non fu in quel momento compresa fino in fondo, si trattava di una reale svolta; il vertice islandese dimostrò l'efficacia della diplomazia e delle trattative che l'anno successivo avrebbero portato alla firma del trattato INF. Le immagini dell'incontro nell'atmosfera calda e cordiale che a Reykjavík si era riusciti a creare erano destinate a rimanere nella memoria collettiva tra le più simboliche degli anni '80 e del pacifico processo che avrebbe portato alla fine della guerra fredda.

Numero di ordigni nucleari presenti nel mondo dal 1945 ai giorni nostri
Numero di test nucleari dal 1945 al 1998

## Galleria d'immagini

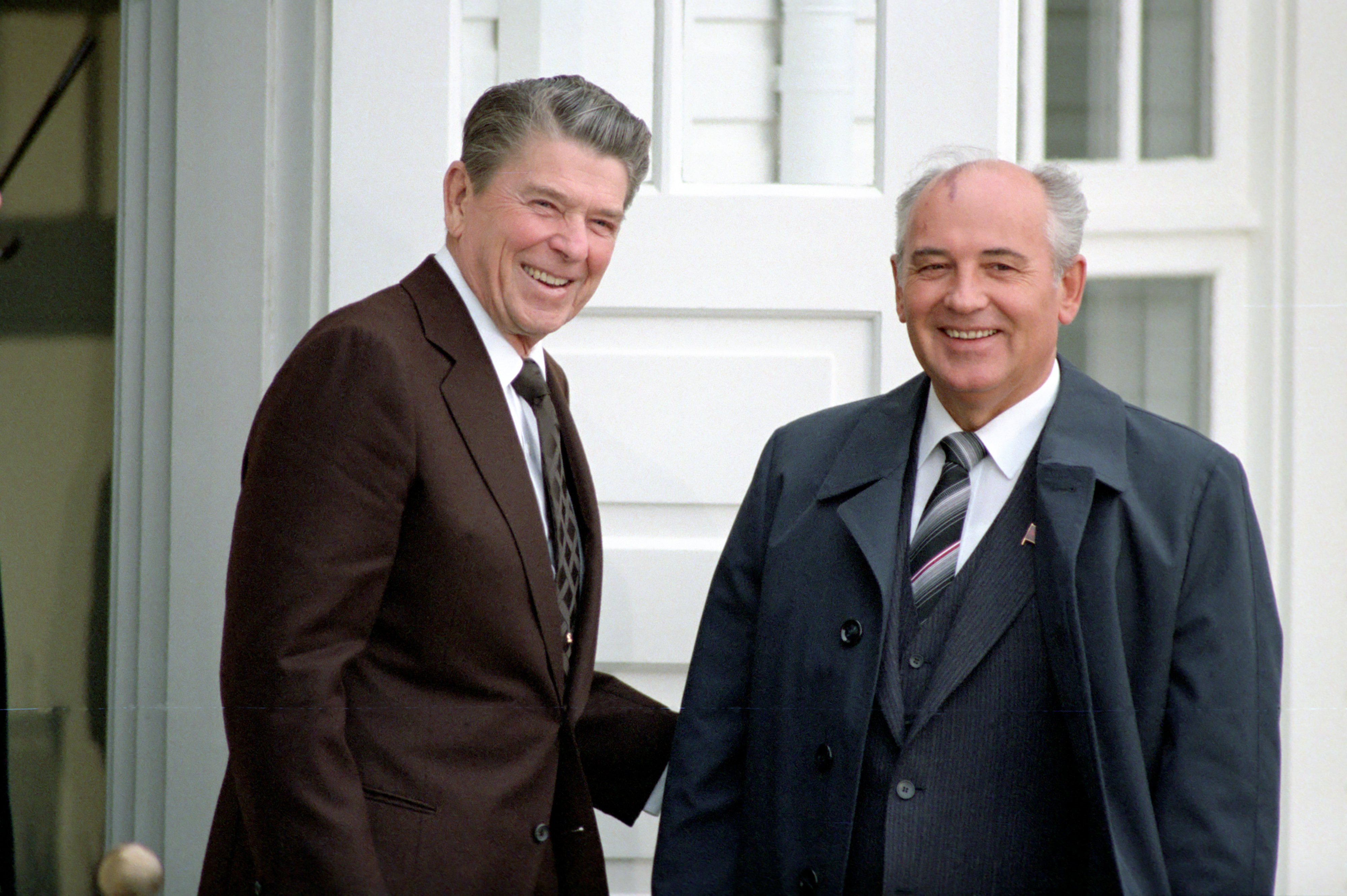
L'incontro tra Reagan e Gorbačëv
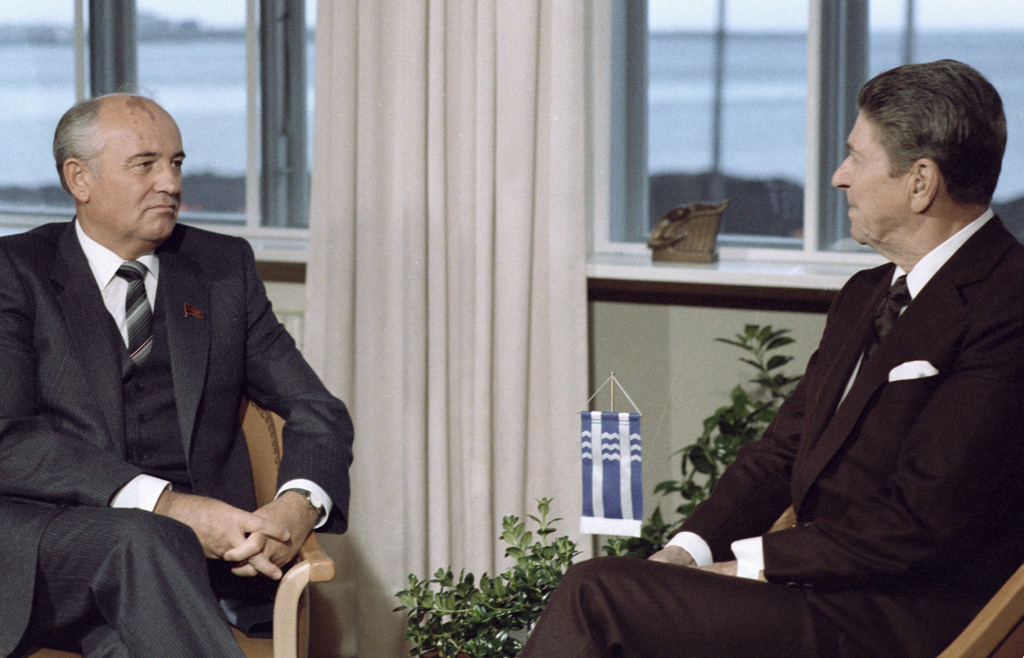
Negoziati
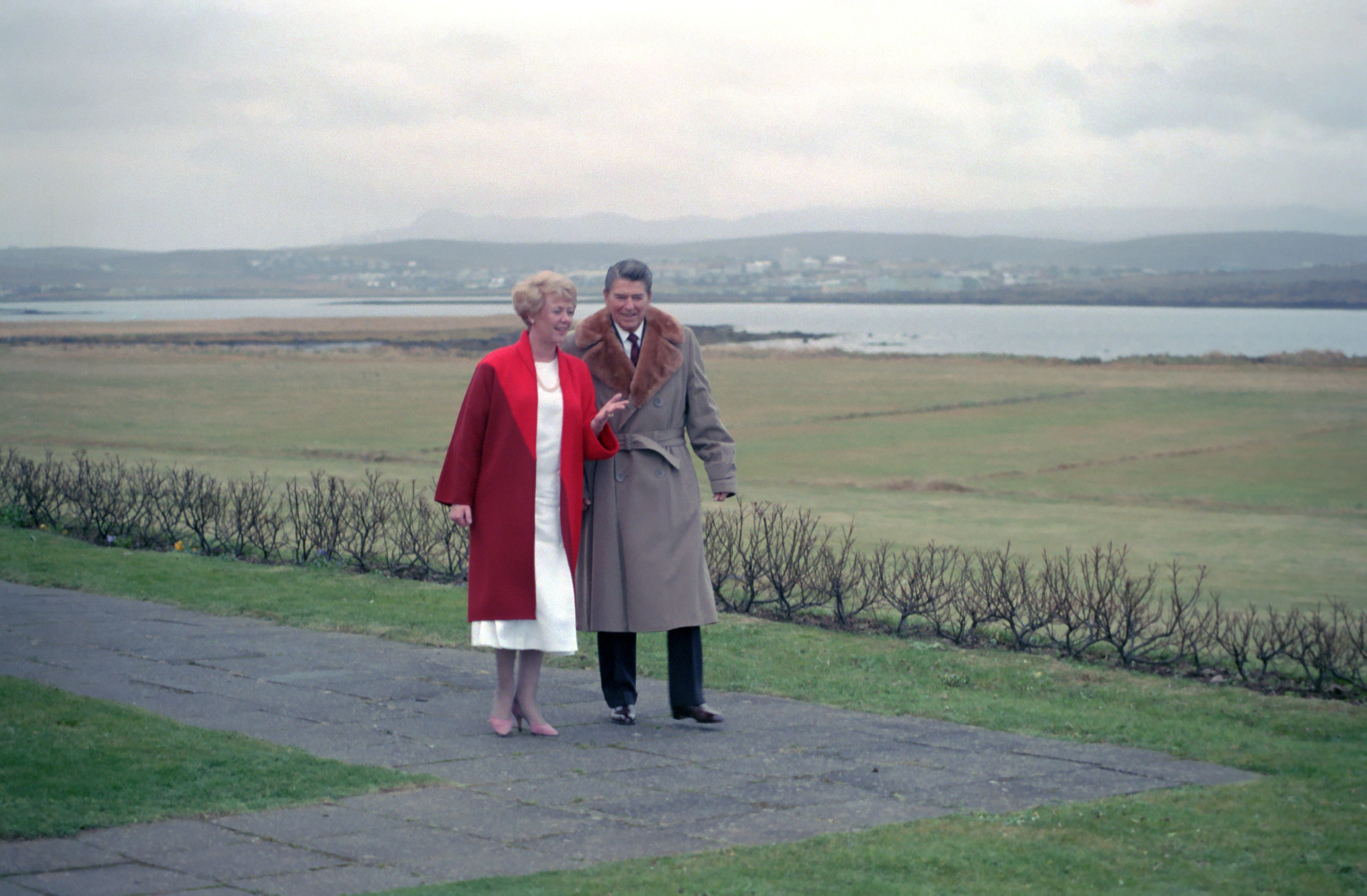
Ronald Reagan con la presidente islandese
Una sezione del Muro di Berlino a Höfði